# El Choro
El Choro è un comune (municipio in spagnolo) della Bolivia nella provincia di Cercado (dipartimento di Oruro) con 9.444 abitanti (dato 2010).

## Cantoni
Il comune è suddiviso in 5 cantoni.
- Challacollo
- Crucero Belén
- El Choro
- Rancho Grande
- San Felipe de Chaitavi